# None (Italie)
Pour les articles homonymes, voir None.
None est une commune de la ville métropolitaine de Turin, dans le Piémont, en Italie.

## Administration
| Période                                  | Période  | Identité             | Étiquette | Qualité |
| ---------------------------------------- | -------- | -------------------- | --------- | ------- |
| 14 juin 2004                             | En cours | Maria Luigia Simeone |           |         |
| Les données manquantes sont à compléter. |          |                      |           |         |

### Hameaux
San Dalmazzo, Palmero.

### Communes limitrophes
Orbassano, Volvera, Candiolo, Piobesi Torinese, Airasca, Castagnole Piemonte, Scalenghe.

## Personnalités nées à None
- Joseph-Antoine Cerutti (1738-1792), homme de lettres et journaliste français d'origine italienne.